# Vatican Advanced Technology Telescope
Il Vatican Advanced Technology Telescope è un telescopio di 1,83 metri situato nell'Osservatorio di monte Graham e gestito dalla Vatican Observatory Research Group in collaborazione con l'università dell'Arizona. Lo staff è sostenuto dalla Città del Vaticano con costi di ricerca regolari, ma il costo della costruzione e del mantenimento viene da donazioni private.

## Costruzione

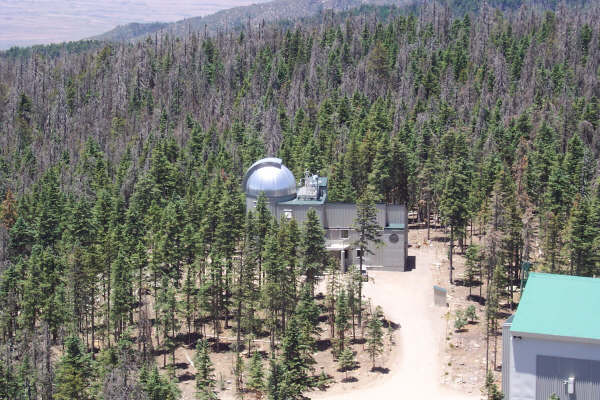
VATT visto dal vicino Large Binocular Telescope

Il telescopio ha uno specchio primario  a nido d'ape in vetro borosilicato, con una distanza focale pari al suo diametro. Poiché ha una lunghezza focale così breve, viene impiegata una forma gregoriana che usa uno specchio secondario concavo in un punto oltre il fuoco primario; ciò consente una messa a fuoco insolitamente nitida attraverso il campo visivo.

## Ricerca

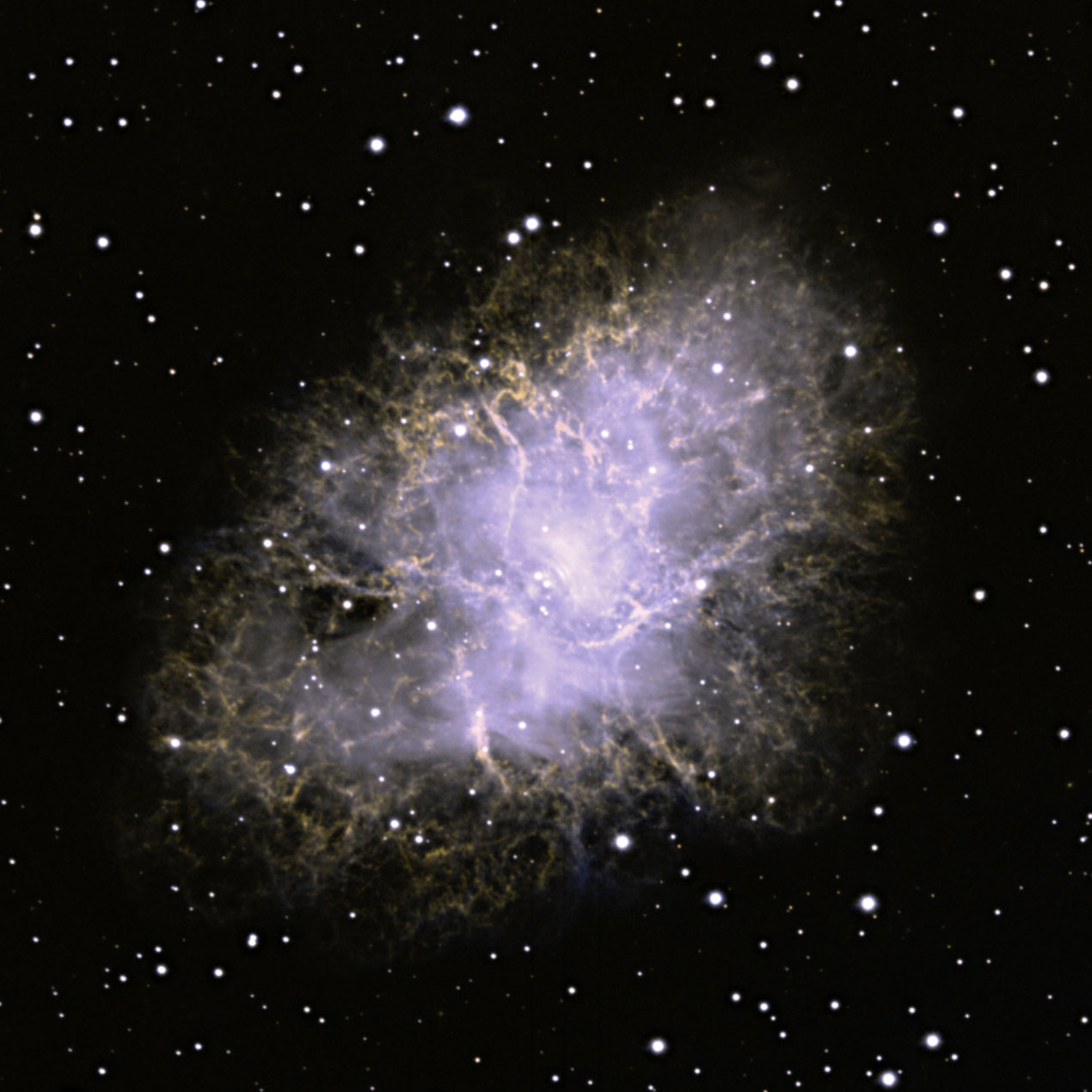
Nebulosa Granchio ripresa dal VATT

Date le sue eccellenti qualità ottiche, il telescopio è stato utilizzato principalmente per la visualizzazione e il lavoro fotometrico, in cui regolarmente sovraperforma i telescopi molto più grandi che si trovano altrove. Tra i risultati di questo telescopio è stata la scoperta di alcuni MACHO nella Galassia di Andromeda; la validità del sistema di filtri fotometrici Stromvil; prove su come la forma e le dimensioni delle galassie siano cambiate rispetto all'età dell'universo; scoperta del primo asteroide "chip Vesta" binario; e la caratterizzazione e classificazione per colori visibili di circa 100 oggetti trans-nettuniani, la maggior parte dei quali ha magnitudine più debole di 21.